# کرول لینلی
کرول لینلی ((به انگلیسی: Carol Lynley)؛ با نام اصلی کرول اَن جونز، زادهٔ ۱۳ فوریهٔ ۱۹۴۲ درگذشته ۳ سپتامبر ۲۰۱۹) یک هنرپیشه و مدل کودک پیشین اهل ایالات متحده آمریکا بود. وی از سال ۱۹۵۶ میلادی تا ۲۰۱۹ مشغول فعالیت بوده‌است.
کرول لینلی، مدل برهنه مجله پلی‌بوی در سال ۱۹۶۵ (میلادی) بود.
او به مدت ۱۸ سال با دیوید فراست (مجری) رابطه متناوب داشته است.

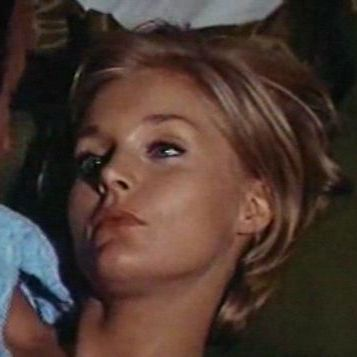
در سال ۱۹۶۹

## بخشی از فیلم‌شناسی
از فیلم‌ها یا برنامه‌های تلویزیونی که وی در آن نقش داشته است می‌توان به آثار زیر اشاره کرد.

### فیلم
- مردی با سگ شکاری (۱۹۵۹)
- آخرین غروب آفتاب (۱۹۶۱)
- زیر درخت یوم یوم (۱۹۶۳)
- کاردینال (فیلم ۱۹۶۳) (۱۹۶۳)
- هارلو (فیلم ماگنا) (۱۹۶۵)
- بانی لیک گم شده (۱۹۶۵)
- مسیر خطر (۱۹۶۷)
- ماجرای پوزیدون (۱۹۷۲)
- گربه و قناری (۱۹۷۹)
- پارتیزان (فیلم) (۱۹۸۳)
- ارواح (۱۹۹۰)

### مجموعه تلویزیونی
- آلفرد هیچکاک تقدیم می‌کند (۱۹۵۷)
- راپانزل (۱۹۵۸)
- ویرجینیایی (۱۹۶۲)
- نایت گالری (۱۹۷۲)
- شعبده‌باز (۱۹۷۴)
- کوجک (۱۹۷۷)
- هاوایی فایو-او (۱۹۷۸)
- فرشتگان چارلی (۱۹۸۰)
- داستان‌های باورنکردنی (۱۹۸۴)
- هیولاها (۱۹۹۰)